# Smirnoff

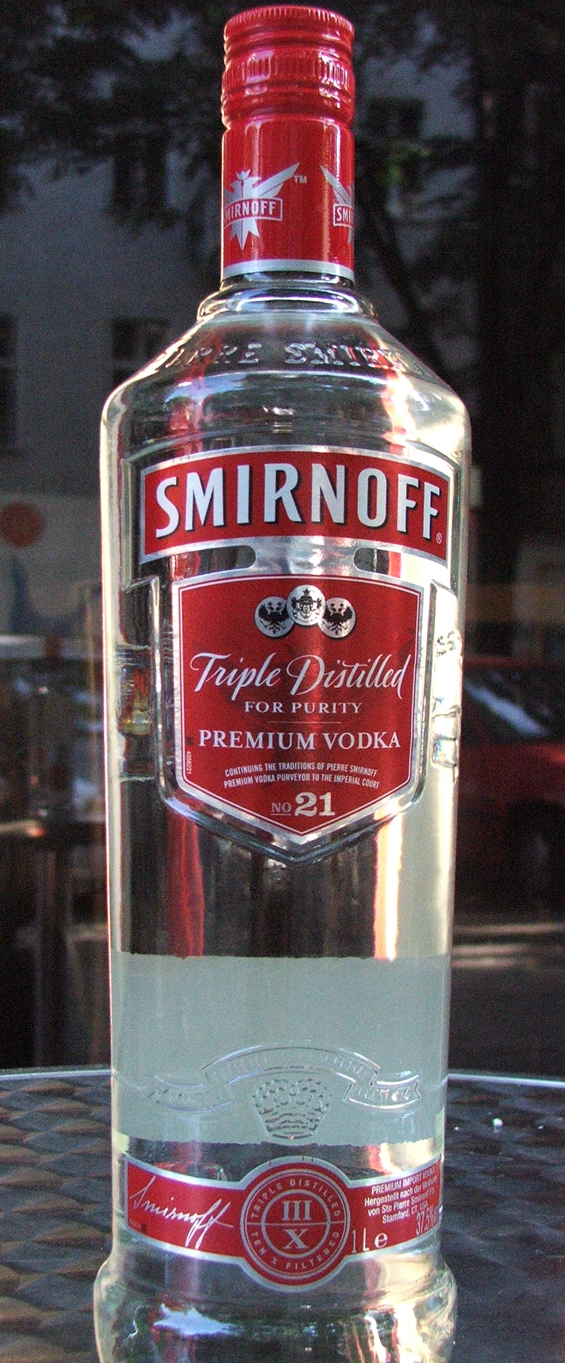

Smirnoff – wódka powstająca ze spirytusu żytniego i z demineralizowanej wody. Właścicielem i producentem jest brytyjska firma Diageo.  
Produkowana w Polsce przez Polmos Józefów k. Ożarowa Mazowieckiego, jak również w Niemczech. Wódka jest dziesięciokrotnie filtrowana i trzykrotnie destylowana, i przechodzi 49 kontroli jakości.

## Historia
W 1860 roku Piotr Smirnow pod nazwą P.A. Smirnow (ros. П. А. Смирнов) założył destylarnię w Moskwie. Po jego śmierci 29 listopada 1898 roku, właścicielami zakładu zostali jego synowie: Piotr, Mikołaj i Włodzimierz. Faktycznie firmę prowadził Piotr Pietrowicz. W 1910 roku przekazał destylarnię Włodzimierzowi Smirnowowi. Do I wojny światowej zakład rozwijał się i produkował ponad 4 miliony skrzynek wódki na rok. Po rewolucji październikowej zakład został skonfiskowany, a właściciel z rodziną musiał uciekać z kraju. W 1920 roku Włodzimierz Smirnow ponownie założył destylarnię w Stambule. Po czterech latach przeniósł się do Lwowa i zaczął sprzedawać wódkę pod nową nazwą Smirnoff (nazwa francuska). Nowy produkt miał powodzenie i z końcem 1930 był eksportowany do Europy. W 1925 roku otwarto także destylarnię w Paryżu. W 1930 roku Włodzimierz Smirnow spotkał Rudolpha Kanneta, który w 1920 roku wyemigrował z Rosji do Ameryki. Do rewolucji rodzina Kanneta była dostawcą alkoholu P.A. Smirnow. W 1933 W. Smirnow sprzedał Kannetowi prawo do produkcji wódki Smirnoff w Ameryce. Nie był to jednak biznes jakiego oczekiwał Kannet. W 1938 roku Kanneta nie było już stać na opłacenie licencji i związał się z prezesem Heublein, który zgodził się wykupić prawa na Smirnoff.